# Щёлок

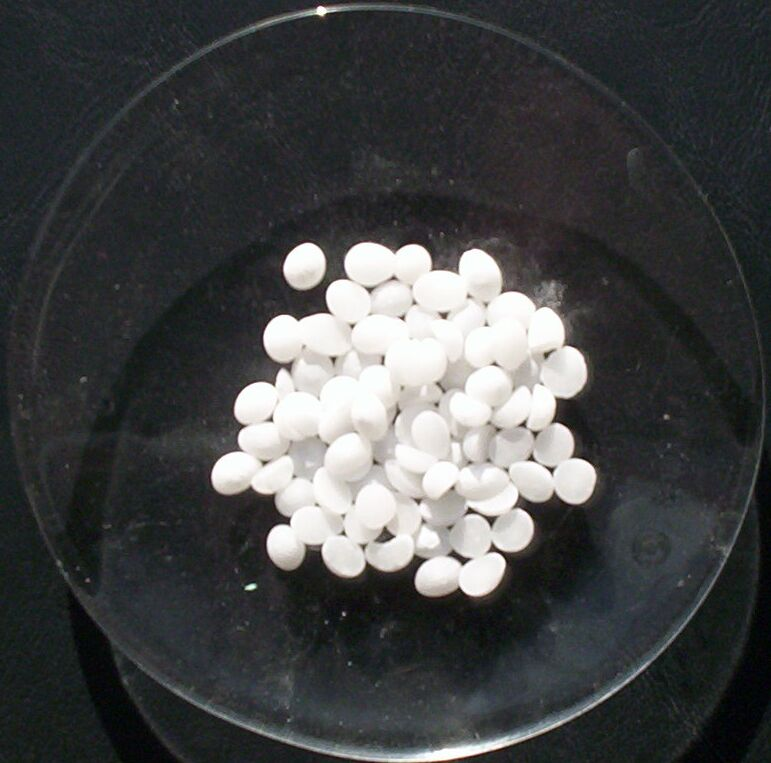
Гранулы едкого кали (гидроксид калия)

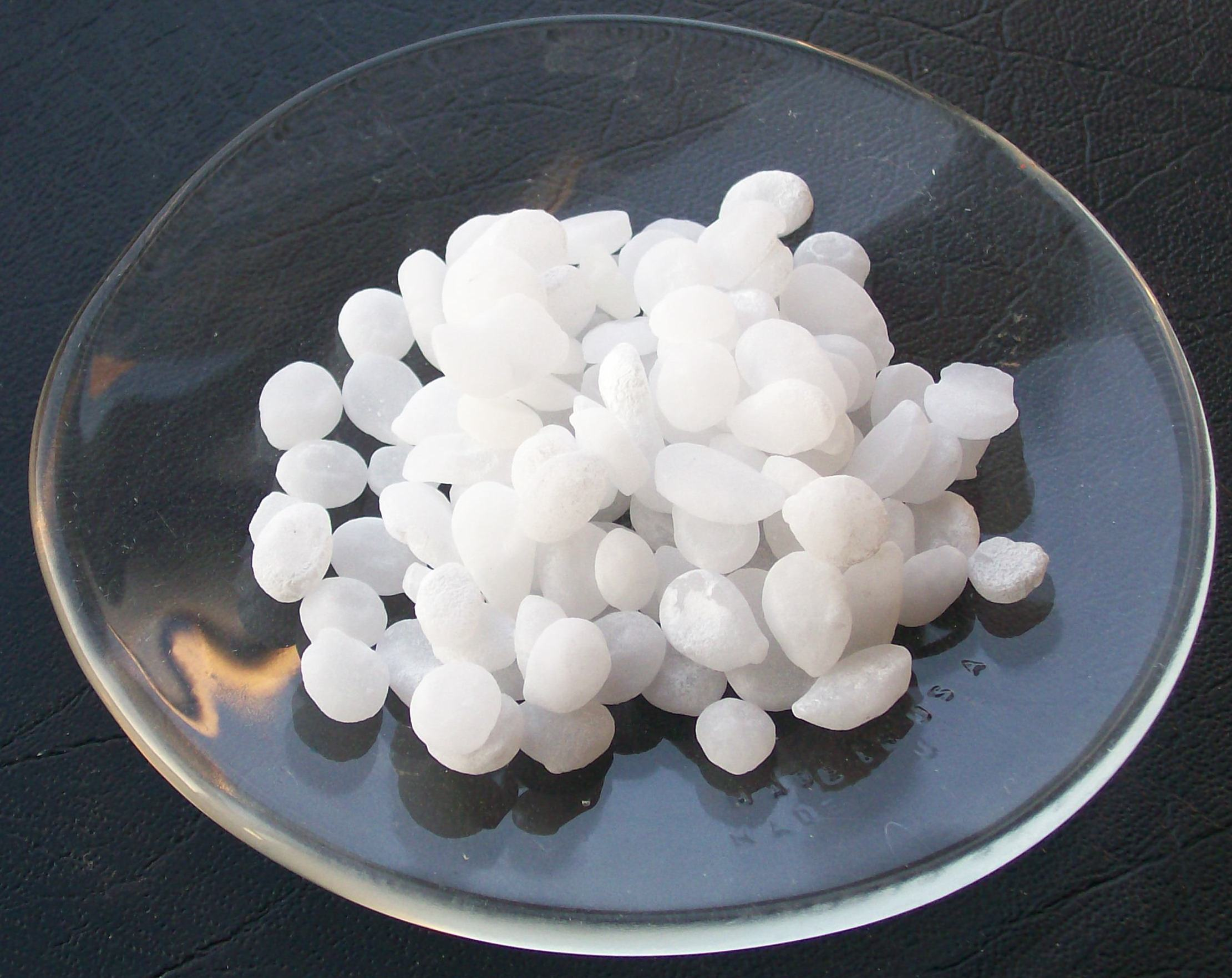
Гранулы едкого натра (гидроксид натрия)

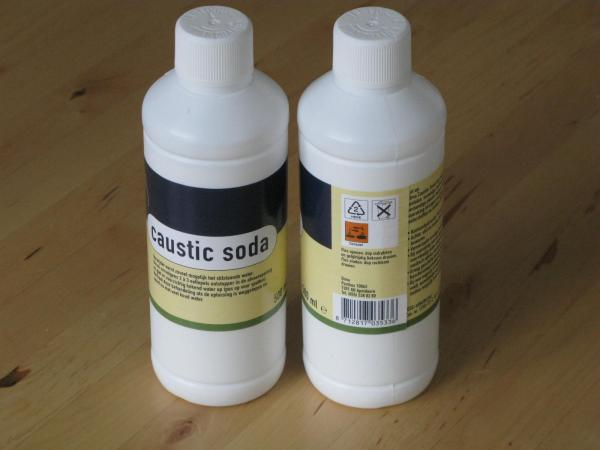
Бутылки щелочных очистителей канализации, содержащие щёлочь

Щёлок — водный настой древесной золы, состоящий в растворе в основном из карбонатов калия (поташ) и натрия (сода). Обладает сильнощелочной реакцией. Раньше использовался для мытья и стирки вместо мыла, для выделки кож и так далее.
Древесная зола содержит довольно много (от нескольких процентов до нескольких десятков процентов) оксида калия K2O, который при взаимодействии с водой образует щёлочь KOH. Именно это вещество придаёт щёлоку моющие свойства (щёлочь реагирует с жирами, тем самым превращая их в мыло - соли жирных кислот).
В широком смысле щёлоком называют химический раствор, содержащий какую-либо щёлочь (преимущественно едкую). В производстве щёлоком называют разнообразные соляные растворы, особенно получаемые при экстракции не вполне растворимых в воде веществ или остающиеся после кристаллизации солей. Таким настоем, до изобретения шампуня, в деревнях ополаскивали волосы перед окончанием мытья в бане — для смягчения и пушистости.